# Altringen

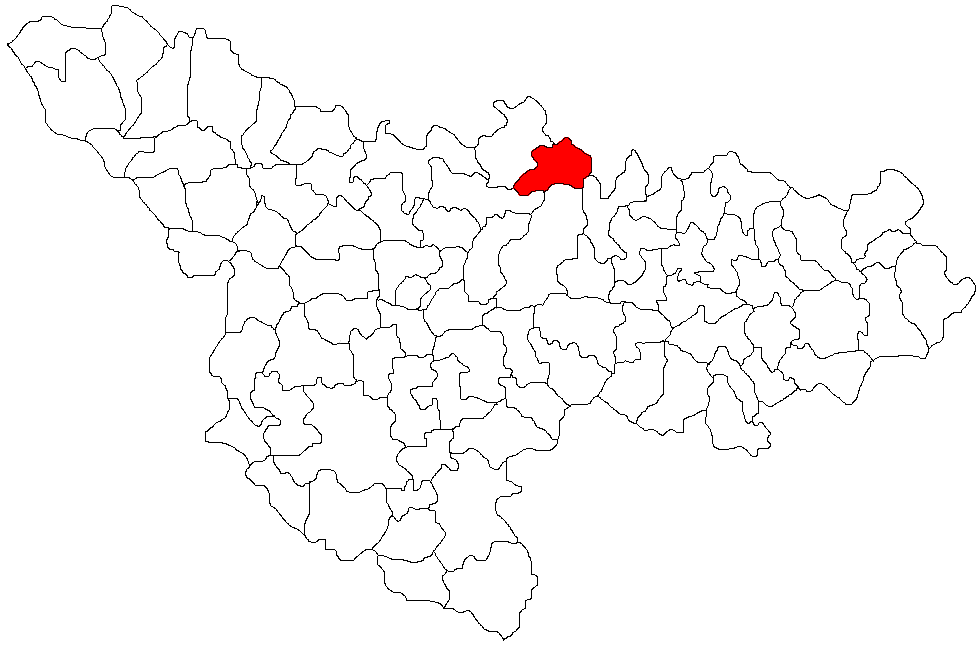
Lage der Gemeinde Bogda im Kreis Timiș

Altringen (deutsch Aldringen; ungarisch Kisrékas) ist ein Dorf im Kreis Timiș, Banat, Rumänien. Altringen gehört zur Gemeinde Bogda.

## Geographische Lage
Altringen liegt im Norden des Kreises Timiș, 46 Kilometer von Temeswar (Timișoara) entfernt, auf halber Strecke zwischen Temeswar und Arad. Das Dorf befindet sich an der Landstraße DJ 691A und hat Zugang zur benachbarten Bahnstation Charlottenburg (Șarlota) an der  Bahnstrecke Timișoara – Radna.
Nachbarorte von Altringen sind Bogda (deutsch Neuhof) im Osten, Buzad im Süden und Charlottenburg im Westen.
| Mașloc         | Zăbrani                                     | Chesinț   |
| Charlottenburg | Kompassrose, die auf Nachbargemeinden zeigt | Bogda     |
| Remetea Mică   | Buzad                                       | Cheveșdia |

## Geschichte
Auf dem Gebiet des heutigen Altringen befand sich im Mittelalter eine rumänisch-serbische Siedlung. Urkundlich wurde der Ort erstmals 1463 unter dem Namen Rekas als Besitz der Familie Hagymas erwähnt. Im Jahr 1499 erschien das Dorf unter der Bezeichnung Kiss Rekas in den Dokumenten. Auf der Mercykarte von 1723 bis 1725 war der Name Rokasicza vermerkt. Die Rumänen nannten den Ort bis zum Ersten Weltkrieg Recășel. Charlottenburg und Altringen sind die einzigen Ortschaften in der Gegend, die nach dem Vertrag von Trianon, als zwei Drittel des Banats Rumänien zugesprochen wurden, ihre deutschen Namen beibehielten.
In den Jahren 1771 bis 1772 wurde das Dorf von dem damaligen Gouverneur Johann Altringen mit 32 deutschen Familien vorwiegend aus Baden, aus Württemberg, aus Bayern und aus der Pfalz angesiedelt. Zu diesem Zweck wurden die Einheimischen in die umliegenden rumänischen Dörfer umgesiedelt.
Am 4. Juni 1920 wurde das Banat infolge des Vertrags von Trianon dreigeteilt. Der größte, östliche Teil, zu dem auch Altringen gehörte, fiel an Rumänien.
Infolge des Waffen-SS Abkommens vom 12. Mai 1943 zwischen der Antonescu-Regierung und Hitler-Deutschland wurden alle deutschstämmigen wehrpflichtigen Männer in die deutsche Armee eingezogen.
Noch vor Kriegsende, im Januar 1945, fand die Deportation aller volksdeutschen Frauen zwischen 18 und 30 und Männer im Alter von 16 bis 45 zur Aufbauarbeit in die Sowjetunion statt.
Das Bodenreformgesetz vom 23. März 1945, das die Enteignung der deutschen Bauern in Rumänien vorsah, entzog der ländlichen Bevölkerung die Lebensgrundlage. Der enteignete Boden wurde an Kleinbauern, Landarbeiter und Kolonisten aus anderen Landesteilen verteilt. Anfang der 1950er Jahre wurde die Kollektivierung der Landwirtschaft eingeleitet. Durch das Nationalisierungsgesetz vom 11. Juni 1948, das die Verstaatlichung aller Industrie- und Handelsbetriebe, Banken und Versicherungen vorsah, fand die Enteignung aller Wirtschaftsbetriebe unabhängig von der ethnischen Zugehörigkeit statt.

## Demographie
Altringen war immer ein deutsches Dorf. Bei der Volkszählung von 1880 hatte es 202 Einwohner, davon waren 191 Deutsche und 11 Rumänen. Im Jahr 1900 hatte Altringen 217 Einwohner. 1910 lag der Anteil der Deutschen bei 88 Prozent. Nach dem Zweiten Weltkrieg, als die Deutschen auszuwandern begannen, sank auch die Gesamtzahl der Einwohner. 2002 lebten noch 27 Personen in Altringen, davon 24 Rumänen und 3 Ungarn.

## Tourismus
Nach der Revolution von 1989 begannen immer mehr Timișoaraer sich ein Ferienhaus in Altringen zu kaufen. Auch eine Pension, die den Namen des Dorfes trägt Casa Altringen wurde ins Leben gerufen. Altringen entwickelte sich nach und nach zu einem Touristenort. Der bevorstehende Verfall des Dorfes konnte abgewendet werden.